# 고든 우드

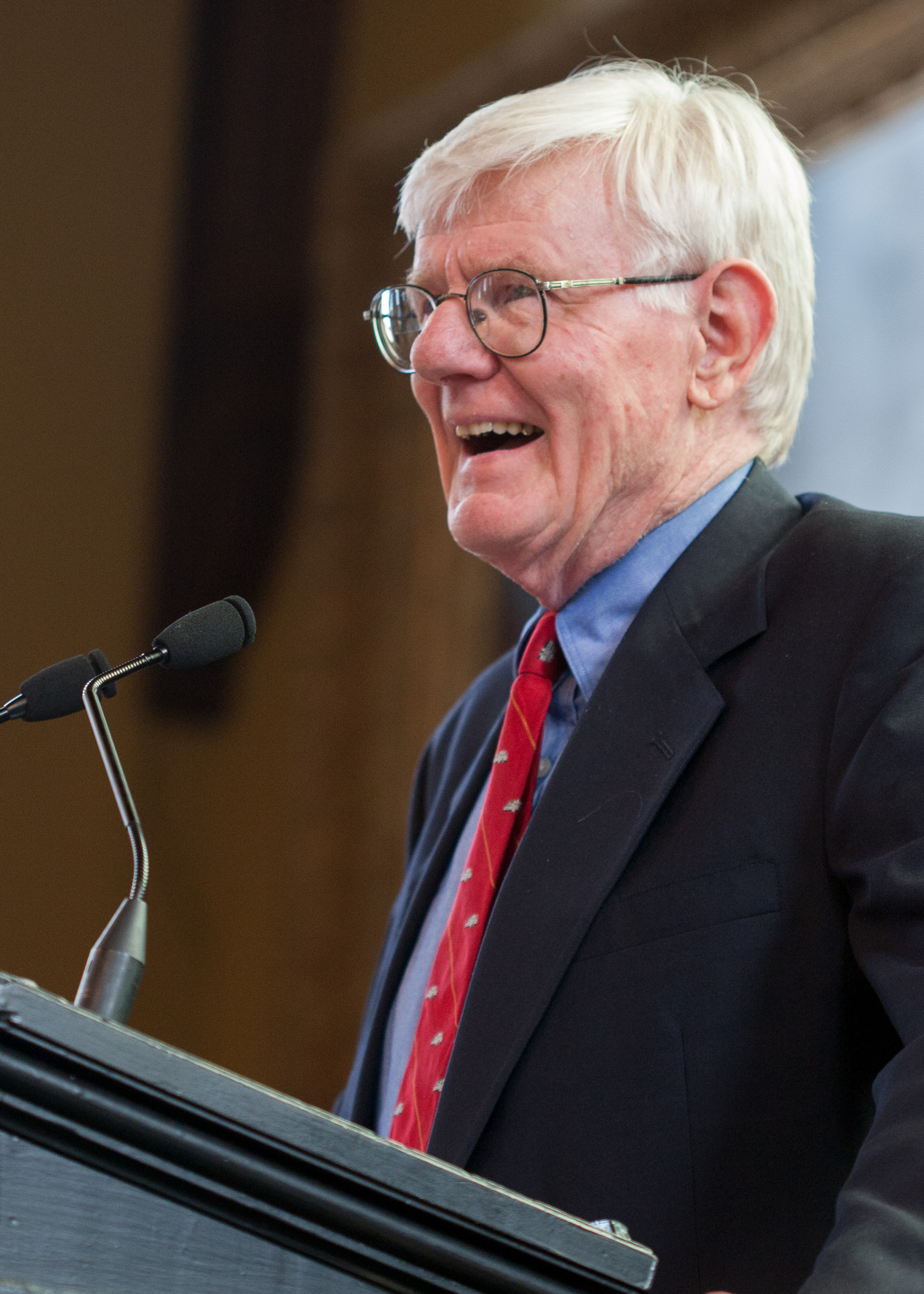
고든 스튜어트 우드

고든 우드( Gordon Stewart Wood; 1933년 11월 27일 - )는 미국의 역사학자이자, 브라운 대학교의 교수이다. 《미국 혁명의 급진성》으로 1993년 퓰리쳐상을 수상하였다. 《 미국 공화국의 창조 1776 - 1787로 1970년 반크로프트 상을 수상하였다. 국가 인권 메달을 수상하였다.

## 생애
- 1933년 - 매사추세츠주 콩코드 (매사추세츠주)에서 출생하였다.
- 1955년 - 터프츠 대학교 졸업
- 주일 미군 공군 복무
- 1964년 - 버나드 베일린 수하에서 박사학위를 받았다.

## 특징
미국 하원 의장을 역임했던 뉴트 깅리치는 그의 저서 <미국 혁명의 급진성>을 읽고 고든 우드를 만나 칭송하였다. 하지만, 우드는 그와의 만남을 '죽음의 키스'로 묘사하면서 자신은 공화당원이 아니다 라고 그의 의견을 말하였다.